# SLS Linux

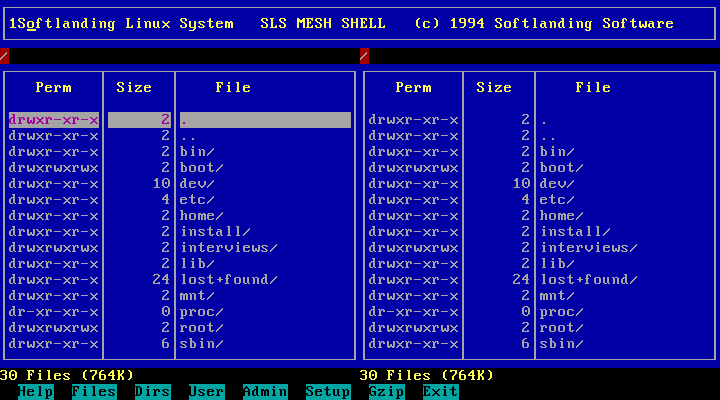
Captura de tela do SLS 1.05.

Softlanding Linux System (SLS) foi uma distribuição Linux de primeira geração, desenvolvida por Peter MacDonald em meados de 1992. Foi a primeira distribuição a oferecer um sistema operacional Linux inteligível que contivesse mais do que o núcleo Linux e algumas utilidades básicas. Além do software GNU e o kernel Linux, a distribuição vinha com o X Window System e o TCP/IP.

## História
O SLS foi provavelmente a distribuição Linux mais popular de seu tempo e dominou o mercado até seus desenvolvedores decidirem de mudar a formatação executável do a.out ao ELF, sendo que essa última não foi bem recebida pela comunidade de usuários.

## O ProjetoSlackware Linux
Foi então que Patrick Volkerding decidiu modificar o SLS e o submeteu a uma profunda "limpeza", chamando seu trabalho final de Slackware. Com os rumos impopulares que o SLS tinha tomado, o Slackware substituiu-o rapidamente, tornando-se por muito tempo a distribuição dominante usada por quase todo mundo.

## O ProjetoDebian GNU/Linux
Foi também a frustração com o SLS que levou Ian Murdock a fundar o projeto Debian em 16 de agosto de 1993.
| “                                                                                   | Muitas distribuições começaram como sistemas muito bons, mas com o passar do tempo, a manutenção da distribuição recebe uma atenção secundária. Um exemplo é a Softlanding Linux System (mais conhecida como SLS). É possivelmente a distribuição que possui maior número de problemas e de pior manutenção, mas, infelizmente, pode ser também a mais popular. É, com certeza, a distribuição que atrai mais atenção dos "distribuidores comerciais" de Linux que se aproveitam da crescente popularidade desse sistema. | ” |
| — Ian Murdock, https://www.debian.org/doc/manuals/project-history/manifesto.pt.html | |   |

## O ProjetoSuSELinux
A frustração com o SLS levou ainda à fundação da distribuição SUSE cujo sistema operacional também se basearia, até à fusão com a distribuição JuriX em 1996, nos SLS/Slackware.

## Software
- núcleo (version from 0.99.11 to 1.0)
- gcc e g++
- gdb
- emacs
- kermit
- sc (planilha)
- manpage
- groff
- elvis (editor de texto)
- elm, mail, uucp (e-mail)
- zip, zoo, lh (formatação)
- X Window System (interface gráfica)
- programming libraries (bibliotecas de programação)
- 75 dpi fontes
- jogos:
  - spider
  - tetris
  - xvier
  - chess
  - othello
  - xeyes